# Limerick 37
Limerick 37 Football Club ist ein 2007 gegründeter semi-professioneller Fußballverein aus der irischen Stadt Limerick. Der Club wurde gegründet, um eine vakante Lizenz für die First Division der League of Ireland zu besetzen und nahm daher seit der Gründung am Spielbetrieb des zweiten Zuges der irischen Profiliga teil. 2012 gelang als Meister der erstmalige Aufstieg in die erstklassige Premier Division.

## Vereinsname
Der Vereinsname Limerick 37 bezieht sich auf das Jahr 1937, als die Stadt Limerick zum ersten Mal in der League of Ireland vertreten wur. Der Name wurde gewählt, um das Erbe der vorangegangenen Vereine Limerick City, Limerick United und Limerick FC zu symbolisieren.
Die Notwendigkeit einer neuen Franchise der League of Ireland in Limerick wurde erstmals im Dezember 2006 deutlich, als das FAI Club Licensing Appeal Board die Berufung von Limerick FC zurückwies, weil es zuvor nicht die UEFA-Lizenz erhalten hatte, die für die Aufnahme in die First Division der League of Ireland erforderlich war.
Im Januar 2007 genehmigte das konstituierende Komitee die Einreichung eines formellen Antrags auf Erteilung einer UEFA-Klublizenz. Damit konnte der Verein unter dem Namen Limerick 37 in die erste Liga der National League für die Saison 2007 aufgenommen werden.